# Махамат-Бинди, Мустафа
Мустафа́ Махама́т-Бинди́ (фр. Moustapha Mahamat-Bindi; род. 24 июля 1987, Триполи) — ливийский и французский футболист, нападающий.
Выступал за различные французские клубы из низших дивизионов чемпионата Франции. В частности, играл за «Лангон-Кастец», «Мон-де-Марсан» и «Тартас». Некоторое время играл в клубах из Чада. В первой половине 2012 года играл за ташкентский «Локомотив», не закрепился в основном составе и покинул клуб.